# Гревенска епархия
Гревенската епархия (на гръцки: Ιερά Μητρόπολη Γρεβενών) е епархия на Вселенската патриаршия, управлявана от Църквата на Гърция, със седалище в македонския град Гревена (Гребена). Начело на епархията от 2014 година е митрополит Давид.

## История
Датата на основаванена Гревенската епископия е неизвестна, но от самото си създаване до 1767 година тя е част от Охридската архиепископия. Епископията не фигурира в списъка на епархиите от сигилия на император Василий II от 1020 година.
В XV век Гревенската епископия е повишена в митрополия и йерарсите ѝ заемат седмо място в йерархията на Архиепископията на Първа Юстиниана и цяла България. По-късно в XVII век гревенските митрополити се издигат до четвърто място и получават титлата „ипертим“, а по-късно и титлата „екзарх на Южна Македония“, която носят и до днес.

## Йерарси
Епископи
| Име                  | Години                      |
| -------------------- | --------------------------- |
| Йоан Капсохирос      | между 1108 и 1120           |
| Константин Гревенски | 1186 – 1187 или 1191 – 1192 |
| Неофит I Гревенски   | ? – 1398                    |
| Хрисостом Гревенски  | ? – 1422                    |
| Неофит Влахос        | ? – 1481                    |

Митрополити на Охридската архиепископия
| Име                   | Години          |
| --------------------- | --------------- |
| Доротей I Гревенски   | в 1528          |
| Симеон Гревенски      | в 1538          |
| Леонтий Гревенски     | в 1566          |
| Димитрий Гревенски    | след 1566       |
| Калистрат Гревенски   | в 1592          |
| Сергий I Гревенски    | 1615 – 1623     |
| Антим I Гревенски     | 1623 – 1624     |
| Йоасаф Гревенски      | 1624            |
| Даниил Гревенски      | 1628 – 1630     |
| Гавриил I Гревенски   | 1630 – в 1633   |
| Висарион Гревенски    | в 1652          |
| Григорий I Гревенски  | в 1668          |
| Кирил Юстинианис      | 1670 – 1677?    |
| Панкратий Гревенски   | в 1676          |
| Теофан I Гревенски    | 1676 – 1684     |
| Теофан II Гревенски   | 1691 – 1719     |
| Хрисант Гревенски     | в 1720 – в 1728 |
| Партений Гревенски    | в 1730 – 1743   |
| Прохор Гревенски      | 1743 – 1749     |
| Макарий Гревенски     | в 1749          |
| Серафим Гревенски     | в 1753 и в 1756 |
| Григорий II Сятистевс | 1767            |

Митрополити на Вселенската патриаршия
| Име                      | Години                    |
| ------------------------ | ------------------------- |
| Генадий I Гревенски      | споменат в 1778           |
| Гавриил II Гревенски     | споменат в 1781 – 1791    |
| Гавриил III Янкас        | 1792 – 1806               |
| Вартоломей Гревенски     | 1806 – 1820               |
| Антим II Гревенски       | 1820 – 1831               |
| Герасим Гревенски        | 1831 – 1837               |
| Йоаникий Гревенски       | 1837 – 1849               |
| Агапий Гревенски         | 1849 – 1864               |
| Генадий Папарусис        | 1864 – 1873               |
| Кирил II Гревенски       | 1873 – 1888               |
| Климент Фолан            | 1888 – 1896               |
| Доротей Мамелис          | 1896 – 1901               |
| Агатангел Константинидис | 1901 – 1910               |
| Емилиан I Лазаридис      | 1910 – 1911               |
| Емилиан II Дангулас      | 1911 – 1920 и 1922 – 1924 |
| Николай Папаниколау      | 1924 – 1933               |
| Гервасий Сумелидис       | 1934 – 1943               |
| Теоклит Сфинас           | 1943 – 1950               |
| Филип Цорвас             | 1951 – 1958               |
| Хрисостом Папаигнатиу    | 1960 – 1975               |
| Сергий Сигалас           | 1976 – 2014               |
| Давид Дзюмакас           | 2014                      |